# The Flying Pickets
The Flying Pickets is een Britse a capella-formatie, die in wisselende bezetting sinds 1982 bestaat.

## Bezetting
Oprichters
- David Brett
- Ken Gregson
- Brian Hibbard
- Rick Lloyd
- Red Stripe
- Gareth Williams

Huidige bezetting
- Christopher 'Chris' Brooker (1998–2001, sinds 2012)
- Simon John Foster (sinds 2004)
- Martin George (sinds 2012)
- Michael 'Mike' Henry (1991–1995, sinds 2002)
- Andy Laycock (sinds 1999)

Voormalige bezetting
- Brian Hibbard (1982–1986)
- Red Stripe (1982–1986)
- Ken Gregson (1982–1989)
- Rick Lloyd (1982–1989)
- David Brett (1982–1990)
- Gareth Williams (1982–1991)
- Hereward Kaye (1986–1999)
- Gary Howard (1986–2002)
- Lex Lewis (1989–1991)

(vervolg)
- Nick Godfrey (1989–1994)
- Ricky Payne (1990–1994)
- Hamlet Edwards (1994–1996)
- Henrik Wager (1994–1999, 2001–2004)
- Paul Kissaun (1995–2001)
- Fraser Collins (1996–1998)
- Dylan Foster (1999–2007)
- Andrea Figallo (bas, percussie, 2001–2012)
- Damion Scarcella (2007–2012)

## Geschiedenis
De eerste publicatie van The Flying Pickets was Live at the Albany Empire, een liveopname van een van hun optredens. Deze verkocht zo goed, dat ze een contract kregen aangeboden van Virgin Records in 1983.
Begin 1984 kreeg de groep met een coverversie van de Yazoo-hit ’’Only You’’ een nummer 1-hit in Duitsland. Al in november 1983 bereikte de plaat de toppositie van de Britse singlehitlijst. Het was ook de nummer 1-kersthit van dat jaar. In Oostenrijk (#3) en Zwitserland (#4) was de plaat ook zeer succesvol. 
In Nederland werd de plaat op maandag 12 december 1983 door dj Frits Spits en producent Tom Blomberg in het radioprogramma De Avondspits verkozen tot de 276e NOS Steunplaat van de week op Hilversum 3 en werd een gigantische hit met hoge noteringen in de destijds drie hitlijsten op de nationale popzender. De plaat bereikte de 4e positie in de Nederlandse Top 40, de 5e positie in de Nationale Hitparade en zelfs de 3e positie in de TROS Top 50. In de Europese hitlijst op Hilversum 3, de TROS Europarade, werd de 7e positie bereikt.
In België bereikte de plaat de 3e positie in de Vlaamse Ultratop 50 en de 9e positie in de Vlaamse Radio 2 Top 30. 
Het bijbehorende album Lost Boys plaatste zich ook in Duitsland (#44) en het Verenigd Koninkrijk (#11). Met When You're Young and in Love (#7) en de Eurythmics-cover Who's That Girl (#71) scoorden twee verdere nummer van het album in de Britse hitlijst.
Oorspronkelijk hebben The Flying Pickets vijf leden, bij tijden zes. In 1986 verlieten bij de eerste mutatie Brian Hibbard en Red Stripe de band. Sinds 1991 is met het afscheid van Garreth Williams geen lid van de oorspronkelijke bezetting meer erbij. De band is sindsdien onderworpen aan frequente ledenmutaties, maar brengt zoals tot dusver nieuwe albums uit en toert vaak door Europa. Het repertoire omvat overwegend coverversies en soms eigen composities. Het album Blue Money haalde in 1990 de Oostenrijkse hitlijst (#17).
Eind 2012 wisselde Andrea Figallo naar de Duitse a capellagroep Wise Guys, waar hij tot 2016 lid bleef.

## Discografie

### Singles
- 1983:	Only You (origineel: Yazoo, 1982)
- 1984:	When You're Young and in Love (origineel: Ruby & the Romantics, 1964)
- 1984: So Close
- 1984: Who's That Girl (origineel: Eurythmics, 1983)
- 1984: Si no estás (Spaanse versie van Only You)
- 1984: Nur dein Clown (Duitse versie van Only You)
- 1984: Remember This
- 1985:	Only the Lonely (origineel: Roy Orbison met het Bob Moore's Orchestra, 1960)
- 1985: Groovin' (EP)
- 1986: Take My Breath Away
- 1991: Crazy Love
- 1991: Englishman in New York
- 1992: Mama Loo
- 1994: Under the Bridge
- 1996: Set Me Down Easy
- 1996: Dream a Little Dream
- 1997: Girl, You'll Be a Woman Soon
- 1997: Les yeux Revolver
- 1998: Eternal Flame
- 1998: Every Little Thing She Does Is Magic
- 1998: The Look in Her Eyes
- 1999: Only You Remix 2000

### Albums
- 1983:	Live at the Albany Empire!
- 1984:	Lost Boys
- 1985: The Flying Pickets Live
- 1987: Waiting for Trains
- 1989: At Work
- 1990:	Blue Money
- 1992: The Warning
- 1994: The Original Flying Pickets (Volume One)
- 1996: Politics of Need
- 1998: Vox Pop
- 2003: Next Generation: Live in Hamburg
- 2005: Everyday
- 2008: Big Mouth
- 2010: Only Yule
- 2019: Only Human

### Compilaties
- 1988: The Best of the Flying Pickets
- 1991: The Best Of
- 2005: Only You: The Best of the Flying Pickets

### NPO Radio 2 Top 2000
| Nummer met noteringen in de NPO Radio 2 Top 2000 | '99 | '00 | '01 | '02  | '03  | '04  | '05  | '06  | '07 | '08  |
| ------------------------------------------------ | --- | --- | --- | ---- | ---- | ---- | ---- | ---- | --- | ---- |
| Only You                                         | 784 | 862 | 428 | 1789 | 1637 | 1634 | 1756 | 1881 | -   | 1853 |

1. ↑  Een '-' betekent dat het nummer niet was genoteerd en een vetgedrukt getal geeft de hoogste notering aan.
2. ↑  Deze tabel is bijgewerkt tot en met de laatste editie (2024).